# 朱鸡石
朱雞石（？—前208年），符離（今安徽省宿州市灰古镇）人，秦朝末年民变人物，后成为項梁屬下。
秦二世元年（前209年），朱雞石和陵县（治今江苏省泗阳县西北）人秦嘉、銍县（治今安徽省濉溪县临涣镇）人董緤、取慮县（今安徽省灵璧县城东北高楼镇潼郡村）人鄭布、徐县（今江苏省泗洪县东南半城镇）人丁疾等人起兵，圍東海郡守慶於郯县（東海郡治，今山东省郯城县），响应陈胜起义。秦二世二年（前208年），朱雞石投靠項梁为項梁別將。秦將章邯率領秦军征伐楚国至栗县（治今河南省夏邑县），項梁派朱雞石、餘樊君迎戰章邯。餘樊君戰死。朱雞石軍敗，逃到胡陵（治今山东省微山县西）。項梁引兵入薛县（治今山东省枣庄市薛城区），誅杀朱雞石。